# Euhesma catanii
Euhesma catanii là một loài Hymenoptera trong họ Colletidae. Loài này được Rayment mô tả khoa học năm 1949.